# Mike Pritchard
Michael Robert Pritchard (Shaw Air Force Base, 26 ottobre 1969) è un ex giocatore di football americano statunitense che ha militato nel ruolo di wide receiver nella National Football League (NFL). Al college giocò a football a Colorado

## Carriera
Pritchard fu scelto come 13º assoluto nel Draft NFL 1991 dagli Atlanta Falcons. La sua migliore stagione la disputò l'anno successivo quando ricevette 77 passaggi per 827 yard e 5 touchdown. Dopo due stagioni passate ai Denver Broncos nel 1994 e 1995, nel 1996 firmò coi Seattle Seahawks, con cui nel 1997, divenuto titolare, stabilì un primato in carriera di 843 yard ricevute. Rimase titolare anche nel 1998, ritirandosi dopo la stagione 1999.

### Palmarès
- PFWA All-Rookie Team - 1991

## Statistiche
| Ricezioni     | 422   |
| Yard ricevute | 5.187 |
| Touchdown     | 26    |